# Incident du drapeau rouge
L'incident du drapeau rouge (赤旗 事件, Akahata Jiken, « l'affaire du drapeau rouge ») est le nom donné à un rassemblement politique qui se tient à Tokyo dans l'empire du Japon le 22 juin 1908.

## Historique
Dans le climat politique mouvementé des années 1900, le célèbre activiste politique et anarchiste Koken Yamaguchi est libéré de prison. À sa sortie, il est accueilli par une foule brandissant des drapeaux rouges et arborant des slogans tels que « Anarchie et communisme » (無政府共産, museifu kyōsan), « Révolution sociale » (社会革命, shakai kakumei) ou « socialisme », accompagnés de chants communistes et de cris « Vive l'anarchie » (無政府万歳, museifu banzai). La police impériale s'en prend alors à cet attroupement et dix meneurs importants, comme Sakae Osugi, Hitoshi Yamakawa ou Kanson Arahata, sont arrêtés.
Durant les procès qui s'ensuivent, la plupart des personnes arrêtées sont reconnues coupables et reçoivent des peines d'un an d'incarcération ou plus (Osugi reçoit la plus longue peine d'emprisonnement). Bien qu'il s'agisse là d'un évènement mineur de la complexe histoire politique de l'ère Meiji, son importance grandit quand l'incarcération de certains participants à l'échauffourée (à savoir Sakae, Yamakawa et Arahata) les protège d'une condamnation encore plus lourde lors de l'incident de haute trahison qui fait condamner plusieurs militants à la peine de mort.
Cet incident marque le début de la lutte du gouvernement contre le mouvement socialiste.